# Aughton (South Yorkshire)
Aughton – wieś w Anglii, w hrabstwie ceremonialnym South Yorkshire, w dystrykcie metropolitalnym Rotherham. Leży 11 km na wschód od miasta Sheffield i 221 km na północ od Londynu.